# Théorème de Koecher-Vinberg
En algèbre d'opérateurs, le théorème de Koecher-Vinberg est un théorème de reconstruction pour les algèbres de Jordan réelles. Il a été prouvé indépendamment par Max Koecher en 1957 et Ernest Vinberg en 1961. Il permet d'établir une bijection entre les algèbres de Jordan formellement réelles et des objets appelés « domaines de positivité ».

## Énoncé
Un cône convexe {\displaystyle C} est dit :
- régulier si {\displaystyle a=0} quand {\displaystyle a} et {\displaystyle -a} sont dans l'adhérence {\displaystyle {\overline {C}}} ;
- autodual (dans un espace euclidien) s'il est égal à son cône dual {\displaystyle C^{*}} ;
- homogène si pour tout couple de points {\displaystyle a,b\in C} il existe une application linéaire {\displaystyle T\colon A\to A} dont la restriction à {\displaystyle C} est une bijection {\displaystyle C\to C} et qui vérifie {\displaystyle T(a)=b}.

Le théorème de Koecher-Vinberg énonce que ces précédentes propriétés caractérisent précisément les cônes positifs d'algèbres de Jordan.
Théorème — Il existe une bijection entre les algèbres de Jordan formellement réelles et les cônes convexes ayant les propriétés suivantes :
- ouvert ;
- régulier ;
- homogène ;
- autodual.

Les cônes convexes vérifiant ces quatre propriétés sont appelés « domaines de positivité » ou « cônes symétriques (en) ». Le domaine positivité d'une algèbre de Jordan formellement réelle {\displaystyle A} est l'intérieur de son cône « positif » {\displaystyle A_{+}:=\{a^{2}\mid a\in A\}}.

## Preuve
Voir Koecher 1999 ou Faraut et Korányi 1994.